# ديد سيلس
ديد سيلز (بالإنجليزية: Dead Cells)‏ هي لعبة فيديو روجلايك مترويدفينيا. تم توزيع اللعبة من قبل شركة موشن توين. تم انتاجها في سنة 2018 لأجهزة بلاي ستيشن 4 وإكس بوكس ون ومايكروسوفت ويندوز وماك أو إس ولينكس ونينتندو سويتش. في سنة 2019 تم انتاجها أيضاً لأجهزة آي أو إس وفي سنة 2020 طرحت لأنظمة أندرويد.